# Кожух, Александр Емельянович
Александр Емельянович Кожух (укр. Олександр Омелянович Кожух; 1931—2016) — советский и украинский тренер по плаванию;  Заслуженный тренер Украинской ССР (1963) и Заслуженный тренер СССР (1966), Заслуженный работник физической культуры и спорта Украины.

## Биография
Родился 14 июля 1931 года в городе Сталино (ныне Донецк) Украинской ССР.
В 1965 году окончил Харьковский педагогический институт (ныне Харьковский национальный педагогический университет имени Сковороды), после чего работал старшим тренером и директором СДЮШОР по плаванию Харьковского областного совета спортивного общества «Динамо» (1965—1987) и одновременно  был тренером сборной команды СССР по плаванию (1967—1969). С 1988 по 1991 годы Александр Кожух работал директором СДЮШОР по плаванию Крымского республиканского совета общества «Динамо». После распада СССР, с 2001 по 2008 годы, он был старшим тренером сборной команды Украины по плаванию. После этого работал тренером-преподавателем Государственной школы высшего спортивного мастерства в Киеве.
А. Е. Кожух подготовил ряд известных пловцов, среди которых Ю. Вереитинов, И. Гапон, Т. Девятова, Л. Хазиева, В. Долгов, А. Заславская, А. Маначинский, Н. Попова, Я. Клочкова и другие. За свою работу был награждён орденом «За заслуги» 3-й степени (2004).
Умер 19 июля 2016 года в Киеве. Похоронен на Зверинецком кладбище.
Был женат на Н. Ф. Кожух, также заслуженном тренере Украины по плаванию. В Харькове проводятся соревнования по плаванию имени семейства Кожух.